# Glossaire de propriétés de fonctions
Ce lexique répertorie des propriétés mathématiques qui peuvent être satisfaites ou non par les nombreuses fonctions utilisées.
Les noms de fonctions de référence sont répertoriés dans la liste de fonctions numériques.
- Haut – A
- B
- C
- D
- E
- F
- G
- H
- I
- J
- K
- L
- M
- N
- O
- P
- Q
- R
- S
- T
- U
- V
- W
- X
- Y
- Z

## A
Absolument continue
Une fonction est dite absolument continue si elle peut s’écrire comme une intégrale dépendant de sa borne.
Additive
Une fonction arithmétique f est dite additive si elle vérifie pour tout a et b premiers entre eux, {\displaystyle f(ab)=f(a)+f(b)}.
En dehors de ce contexte, une fonction f est dite additive si et seulement si pour tout {\displaystyle (a,b)\in {\cal {{D}_{f}}}}, on a {\displaystyle f(a+b)=f(a)+f(b)}.
Affine
Une fonction affine est une fonction de la forme {\displaystyle x\mapsto ax+b}.
Aléatoire
Une fonction aléatoire est une fonction dont les valeurs en tout point sont des variables aléatoires.
Algébrique
Une fonction algébrique est une fonction qui est solution d’une équation polynomiale en ses variables.
Analytique
Une fonction analytique est une fonction qui est développable en série entière en chaque point de son domaine de définition.
Antécédent
Pour une valeur possible du résultat d'une fonction, un antécédent est une valeur de la variable qui lui est associée.
Application
Le terme d'application est souvent employé comme synonyme de fonction, bien qu'on l'utilise généralement pour des cas distincts : la différence couramment admise est qu'une application désigne une fonction définie sur tout son ensemble de départ, dans le cas contraire elle est uniquement une fonction dont le but est d'établir le domaine de définition. Cependant plusieurs interprétations peuvent se trouver, comme le fait qu'une fonction associe au plus un élément de l'ensemble but à un élément de l'ensemble source, contrairement aux applications. Une fonction peut également faire allusion par abus de langage aux fonctions numériques dans lequel cas une application concerne des ensembles autres que des nombres.
Arithmétique
Une fonction arithmétique est une fonction à variable entière et à valeurs complexes.

## B
B-différentiable
Une fonction entre deux espaces vectoriels normés est dite B-différentiable en un point si elle est approchée par un opérateur positivement homogène et borné au voisinage de ce point.
Baire
Une fonction de Baire est une fonction obtenue comme limite simple de fonction continues par récurrence transfinie.
Bijective
Une fonction est dite bijective si elle est à la fois injective et surjective, c'est-à-dire que tout élément de l'ensemble but admet un unique antécédent.
Bornée
Une fonction est bornée si elle est à la fois majorée et minorée, c’est-à-dire si son image est bornée.

## C
Cn, C∞
Une fonction est dite de classe Cn si elle est n fois dérivable et que sa dérivée n-ième est continue. Elle est dite de classe C∞ si elle est infiniment dérivable.
Calculable
Une fonction calculable est une fonction partielle récursive totale.
Caractéristique
Une fonction est caractéristique d’une partie d’un ensemble si elle vaut 1 sur les éléments de cet ensemble et 0 ailleurs.
Cardinale
Une fonction est cardinale si elle est à valeurs dans les nombres cardinaux.
Cauchy-continue
Une fonction est dite Cauchy-continue si elle préserve les suites de Cauchy.
Causale
Une fonction d’une variable réelle est dite causale si son support est borné à gauche.
Centrale
Une fonction centrale est une fonction définie sur un groupe et constante le long de ses classes de conjugaison.
Complètement additive
Une fonction arithmétique est dite complètement additive si la valeur en un produit est la somme des valeurs en chaque facteur.
Complètement multiplicative
Une fonction arithmétique est dite complètement multiplicative si la valeur en un produit est le produit des valeurs en chaque facteur.
Concave
Une fonction réelle f d’une ou plusieurs variables réelles est dite concave si la fonction opposée est convexe : quels que soient x et y dans le domaine de définition, pour tout {\displaystyle t\in [0;1]}, {\displaystyle f(tx+(1-t)y)\geq tf(x)+(1-t)f(y)}.
Constante
Une fonction constante est une fonction n’ayant qu’une seule valeur.
Constructible
Une fonction à variable et valeurs entières est dite constructible s’il existe une machine de Turing permettant d’obtenir ses valeurs en temps ou en espace du même ordre de grandeur que la variable.
Continue
Une fonction est dite continue lorsque l'image réciproque de tout ouvert est un ouvert, ce qui revient à écrire en termes de limites que pour tout élément {\displaystyle a} de son domaine de définition, {\displaystyle \lim _{x\to a}f(x)=f(a)}
Contractante
Une fonction réelle f d’une ou plusieurs variables réelles est dite contractante de rapport k, avec {\displaystyle k\in [0,1[}, si pour tout x et y dans son domaine de définition, {\displaystyle |f(x)-f(y)|\leq k|x-y|}.
Convexe
Une fonction réelle f d’une ou plusieurs variables réelles est dite convexe si elle satisfait l’inégalité de convexité : quels que soient x et y dans le domaine de définition, pour tout {\displaystyle t\in [0;1]}, {\displaystyle f(tx+(1-t)y)\leq tf(x)+(1-t)f(y)}.
Courbe
Une fonction courbe est une fonction booléenne de non-linéarité maximale.
Croissante
Une fonction réelle d'une variable réelle {\displaystyle f} est dite croissante si elle préserve l'ordre des valeurs, c'est-à-dire que pour tout couple {\displaystyle (a,b)} de valeurs dans le domaine de définition tel que {\displaystyle a\leq b}, on a {\displaystyle f(a)\leq f(b)}. Elle est dite strictement croissante si pour tout couple {\displaystyle (a,b)} tel que {\displaystyle a<b}, on a {\displaystyle f(a)<f(b)}.
Cubique
Une fonction cubique est une fonction polynomiale en une variable de degré 3.

## D
Décroissante
Une fonction réelle d'une variable réelle {\displaystyle f} est dite décroissante si elle renverse l'ordre des valeurs, c'est-à-dire que pour tout couple {\displaystyle (a,b)} de valeurs dans le domaine de définition tel que {\displaystyle a\leq b}, on a {\displaystyle f(a)\geq f(b)}. Elle est dite strictement croissante si pour tout couple {\displaystyle (a,b)} tel que {\displaystyle a<b}, on a {\displaystyle f(a)>f(b)}.
Densité
Une fonction de densité est une fonction positive et intégrable d’intégrale 1, associée à une loi à densité.
Dérivable
Une fonction est dite dérivable si elle admet une fonction dérivée, c'est-à-dire si le taux d'accroissement admet une limite finie en tout point de son domaine de définition.
Dérivée faible
Une fonction localement intégrable est dite à dérivée faible si elle admet une dérivée au sens des distributions.
Développable en série entière
Une fonction réelle d’une variable réelle (resp. complexe d'une variable complexe) est dite développable en série entière sur un intervalle (resp. sur un disque)  si elle y est égale à la somme d’une série de fonctions puissances.
Différentiable
Une fonction de plusieurs variables réelles est dite différentiable en un point de son domaine si elle admet un développement de Taylor à l’ordre 1 au voisinage de ce point.
Domaine de définition
Pour une fonction, il s'agit de l'ensemble des valeurs possibles pour sa variable.

## E
Élémentaire
Une fonction élémentaire est une fonction obtenue par combinaison de fonctions polynômes, de l’exponentielle et du logarithme, par les opérations arithmétiques élémentaires et par composition.
Elliptique
Une fonction elliptique est une fonction méromorphe sur le plan complexe et périodique dans deux directions différentes.
Ensemble but (d'arrivée)
Pour une fonction, l'ensemble but est un ensemble prédéfini qui contient toutes les valeurs possibles du résultat. En particulier, il contient l'ensemble image.
Ensemble de définition
Voir domaine de définition
Ensemble image
Pour une fonction, l'ensemble image est l'ensemble des valeurs possibles de son résultat.
Ensemble source (de départ)
Pour une fonction, l'ensemble source est un ensemble prédéfini qui contient toutes les valeurs possibles de la variable. En particulier, il contient le domaine de définition.
Entière
Une fonction entière est une fonction holomorphe sur le plan complexe, à ne pas confondre avec une fonction à valeurs entières.
Épigraphe
L’épigraphe d’une fonction réelle f est l’ensemble des couples {\displaystyle (x,y)} tels que {\displaystyle y\geq f(x)}, où x est dans le domaine de définition de la fonction et {\displaystyle y\in \mathbb {R} }.
Escalier
Une fonction en escalier est une fonction constante par morceaux.
Étagée
Une fonction étagée est une combinaison linéaire de fonctions indicatrices de parties mesurables

## F
Fermée
Une fonction d’une ou plusieurs variables réelles est dite fermée si son épigraphe est fermé, c’est-à-dire si elle est semi-continue inférieurement.

## H
Harmonique
Une fonction harmonique est une fonction deux fois continûment dérivable qui satisfait l'équation de Laplace.
Harmonique positive
Une fonction harmonique positive est l’intégrale de Poisson d’une mesure positive sur le cercle unité.
Hölderienne
Une fonction réelle f d’une variable réelle est dite hölderienne d’exposant α s’il existe une constante C telle que pour tout x et y dans le domaine de définition de la fonction, on a {\displaystyle |f(x)-f(y)|\leq C|x-y|^{\alpha }}.
Holomorphe
Une fonction holomorphe est une fonction dérivable d’une variable complexe.
Homogène
Une fonction réelle f d’une ou plusieurs variables réelles est dite (positivement) homogène de degré α si pour tout réel t (positif) et pour tout x dans le domaine de définition de f on a {\displaystyle f(tx)=t^{\alpha }f(x)}.
Homographique
Une fonction homographique est un quotient non constant de fonctions affines {\displaystyle x\mapsto {\frac {ax+b}{cx+d}}}

## I
Image
Pour une valeur de la variable, il s'agit du résultat associé.
L’image d’une fonction f est l’ensemble des images des éléments de son domaine : {\displaystyle \operatorname {im} (f)=\left\{f(x),x\in {\mathcal {D}}_{f}\right\}}.
Impaire
Une fonction f est impaire si pour tout x de son domaine de définition, {\displaystyle -x} est aussi dans son domaine de définition avec {\displaystyle f(-x)=-f(x)}.
Indicatrice
Une fonction indicatrice est une fonction n'admettant que deux valeurs : 0 et 1 (ou 0 et l'infini en analyse convexe).
Injective
Une fonction est dite injective si tout élément de l'ensemble but admet au plus un antécédent, c'est-à-dire que deux valeurs distinctes de la variables sont toujours associées à deux résultats différents.
Intégrable
Une fonction est dite intégrable en une borne d'un intervalle de son domaine de définition si son intégrale converge sur cet intervalle.

## L
Linéaire
Une fonction linéaire est une fonction de la forme {\displaystyle x\mapsto ax} où a est une constante indépendante de x.
Lipschitzienne
Une fonction f est dite lipschitzienne de rapport k si pour tout x et y de son domaine de définition on a {\displaystyle |f(x)-f(y)|\leq k|x-y|}.
Lisse
Une fonction lisse est une fonction de classe {\displaystyle {\mathcal {C}}^{\infty }}.
Localement intégrable
Une fonction est dite localement intégrable si elle est intégrable sur tout compact de son domaine de définition.
Logarithmiquement convexe
Une fonction logarithmiquement convexe est une fonction strictement positive dont la composée à gauche avec le logarithme donne une fonction convexe.

## M
Majorée
Une fonction réelle f est majorée s’il existe un réel M tel que pour tout élément x du domaine de f on a {\displaystyle f(x)\leq M}.
Méromorphe
Une fonction méromorphe est une fonction d’une variable complexe pouvant s’écrire comme le quotien de deux fonctions entières.
Mesurable
Une fonction est dite mesurable si l’image réciproque de toute partie mesurable est mesurable.
Minorée
Une fonction réelle f est minorée s’il existe un réel M tel que pour tout élément x du domaine de f on a {\displaystyle f(x)\geq M}.
Monotone
Une fonction réelle d'une variable réelle est dite monotone si elle est croissante ou décroissante. Elle est dite strictement monotone si elle est strictement croissante ou strictement décroissante.
Multiplicative
Une fonction multiplicative est une fonction arithmétique f vérifiant {\displaystyle f(1)=1} et pour tout couple {\displaystyle (a,b)} d’entiers premiers entre eux, {\displaystyle f(ab)=f(a)f(b)}.

## N
N de Luzin
Une fonction réelle d’une variable réelle possède la propriété N de Luzin si l’image de tout ensemble Lebesgue-négligeable est Lebesgue-négligeable.
Négligeable
Une fonction f est dite négligeable par rapport à une fonction g au voisinage de {\displaystyle a\in {\overline {\mathbb {R} }}} s’il existe une fonction ε définie sur ce même voisinage telle que {\displaystyle f=\varepsilon \times g} et {\displaystyle \lim _{x\to a}\varepsilon (x)=0}.
Numérique
Une fonction numérique est une fonction dont le résultat est toujours un nombre.

## O
Oscillation moyenne bornée
Une fonction localement intégrable est dite à oscillation moyenne bornée si la moyenne de l’écart absolu à la moyenne sur les cubes est majorée.

## P
Paire
Une fonction f est paire si pour tout x de son domaine de définition, {\displaystyle -x} est aussi dans son domaine de définition avec {\displaystyle f(-x)=f(x)}.
Périodique
Une fonction f d’une variable réelle est périodique de période T si pour tout x de son domaine de définition, les nombres {\displaystyle x+T} et {\displaystyle x-T} appartiennent aussi au domaine de définition avec {\displaystyle f(x+T)=f(x)}.
Polynomiale
Une fonction polynomiale est une combinaison linéaire de puissances de sa variable.
Positive
Une fonction positive est à valeurs dans {\displaystyle \mathbb {R} ^{+}}.
Positivement homogène
Une fonction d’une variable réelle ou vectorielle est dite positivement homogène si elle vérifie pour tout λ > 0, {\displaystyle f(\lambda x)=\lambda f(x)}.
Presque périodique
Une fonction réelle d’une variable réelle est dite presque périodique si l’ensemble de ses presque périodes est bien réparti pour toute précision.
Puissance
Une fonction puissance est une fonction de la forme {\displaystyle x\mapsto x^{\alpha }} où α est un réel.

## Q
Quadratique
Une fonction quadratique est une fonction de plusieurs variables qui est polynomiale de degré 2.
Quasi-convexe
Une fonction réelle définie sur un convexe est dite quasi-convexe si sur tout segment elle atteint son maximum en une extrémité.

## R
Rationnelle
Une fonction rationnelle est un quotient de fonctions polynomiales.
Réelle
Une fonction réelle est une fonction à valeurs réelles.
Réglée
Une fonction réglée est la limite uniforme d’une suite de fonctions en escalier.
Régulière
Une fonction régulière est une fonction infiniment dérivable.

## S
Semi-continue
Une fonction réelle est semi-continue inférieurement si l’image réciproque de tout intervalle de la forme {\displaystyle ]a,+\infty [} est ouvert.
Elle est semi-continue supérieurement si l’image réciproque de tout intervalle de la forme {\displaystyle ]-\infty ,a[} est ouvert.
Semi-harmonique
Une fonction est dite sous-harmonique sur un ouvert de {\displaystyle \mathbb {C} } si elle est continue et vérifie la propriété de sous-moyenne locale.
Sous-additive
Une fonction réelle f est dite sous-additive si elle vérifie l’inégalité {\displaystyle f(x+y)\leq f(x)+f(y)}
Sous-linéaire
Une fonction réelle f est dite sous-linéaire si elle est sous-additive et positivement homogène.
Sous-modulaire
Une fonction sous-modulaire est une fonction d’ensembles à valeurs réelles satisfaisant l’inégalité {\displaystyle f(X\cup Y)+f(X\cap Y)\leq f(X)+f(Y)}.
Surjective
Une fonction est dite surjective si tout élément de l'ensemble but admet au moins un antécédent, c'est-à-dire si l'ensemble image est confondu avec l'ensemble but.
Support compact
Une fonction est dite à support compact si elle est nulle en dehors d’un ensemble compact dans son domaine de définition

## T
T
Une fonction-T est une permutation sur les blocs de n bits dont le i-ème bit de sortie ne dépend que des i premiers bits d’entrée.
Totale
Une fonction est totale quand son domaine de définition est son ensemble de départ.
Transcendante
Une fonction transcendante est une fonction réelle d’une variable réelle qui n’est pas algébrique.
Triangulaire
Une fonction triangulaire est une fonction continue et affine par morceaux n’admettant que deux expressions sur son support.

## U
Uniformément continue
Une fonction f est dite uniformément continue si pour tout réel {\displaystyle \varepsilon >0}, il existe un réel {\displaystyle \delta >0} tel que pour tout x et y dans le domaine de définition de la fonction tel que {\displaystyle \operatorname {d} (x,y)\leq \delta }, on a {\displaystyle \operatorname {d} (f(x),f(y))\leq \varepsilon }.
Univalente
Une fonction univalente est une fonction holomorphe injective sur un ouvert du plan complexe.

## V
Variations bornées
Une fonction réelle d’une variable réelle est dite à variation bornée sur un intervalle I si l’ensemble des sommes {\displaystyle \sum _{i=1}^{n}|f(x_{i})-f(x_{i-1})|} est majoré lorsque {\displaystyle (x_{0},...,x_{n})} parcourt les suites finies strictement croissantes dans I.